# Dornier Libelle
Le Dornier Libelle, également désigné Do A, était un aéronef allemand à cockpit ouvert, en métal, monoplan, avec des ailes partiellement recouvertes de tissu. Une version terrestre, construite sans flotteurs et équipée d'un train d'atterrissage à roue arrière fixe, a été réalisée sous le nom de Dornier Spatz.

## Variantes

### Do A
Deux prototypes du Dornier Libelle ont été construits.

### Libelle I
L'avion de série a été produit en 5 exemplaires : 3 motorisés avec un Siemens-Halske Sh 4 et 2 avec un Siemens-Halske Sh 5.

### Libelle II
Version améliorée du Libelle I, il a été construit à trois exemplaires.

## Accidents
Un Dornier Libelle s'est écrasé en mer au large de la plage de Milford à Auckland, en Nouvelle-Zélande, le 12 décembre 1929, tuant les deux membres d'équipage.